# 印度文化圈

橙红色：南亚次大陆地区；浅橙色：其他属于印度文化圈的地区，主要包括缅甸、泰国、老挝、柬埔寨、越南南部（占婆）、印度尼西亚、马来西亚、新加坡和文莱；黄色：不属于印度文化圈但亦受印度文化较大影响的地区，主要包括阿富汗、中國西南地區以及菲律宾。

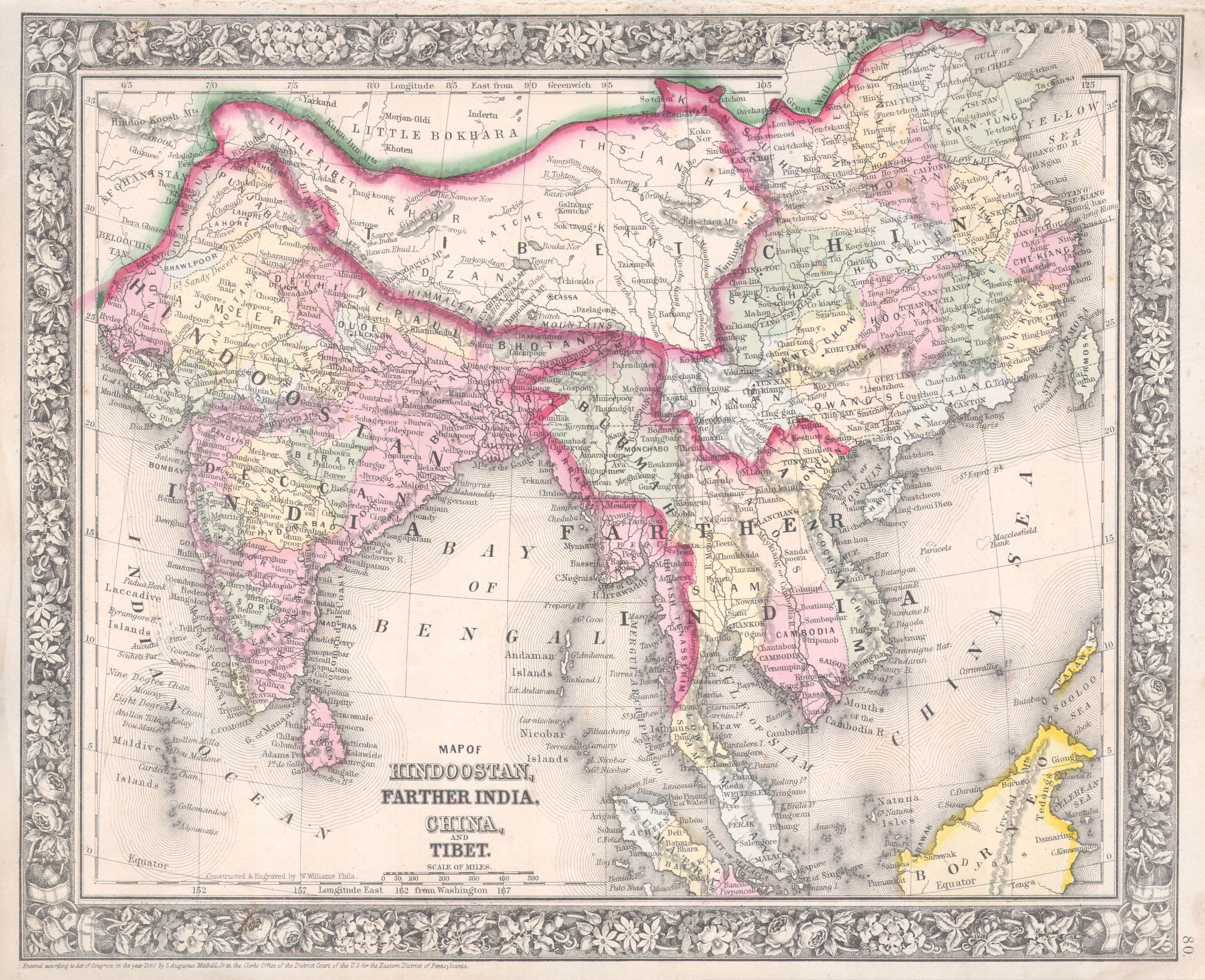
《印度斯坦和遠印度》，1864年地圖，Samuel Augustas Mitchell繪

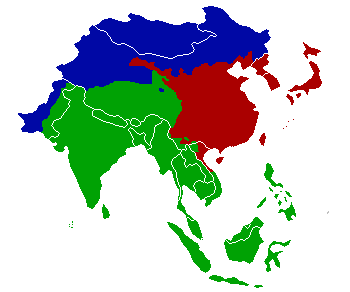
在印度次大陸東部的亞洲歷史風貌的分佈圖。紅：歷史上使用漢字，綠：歷史上使用的文字源自印度，藍：其他。

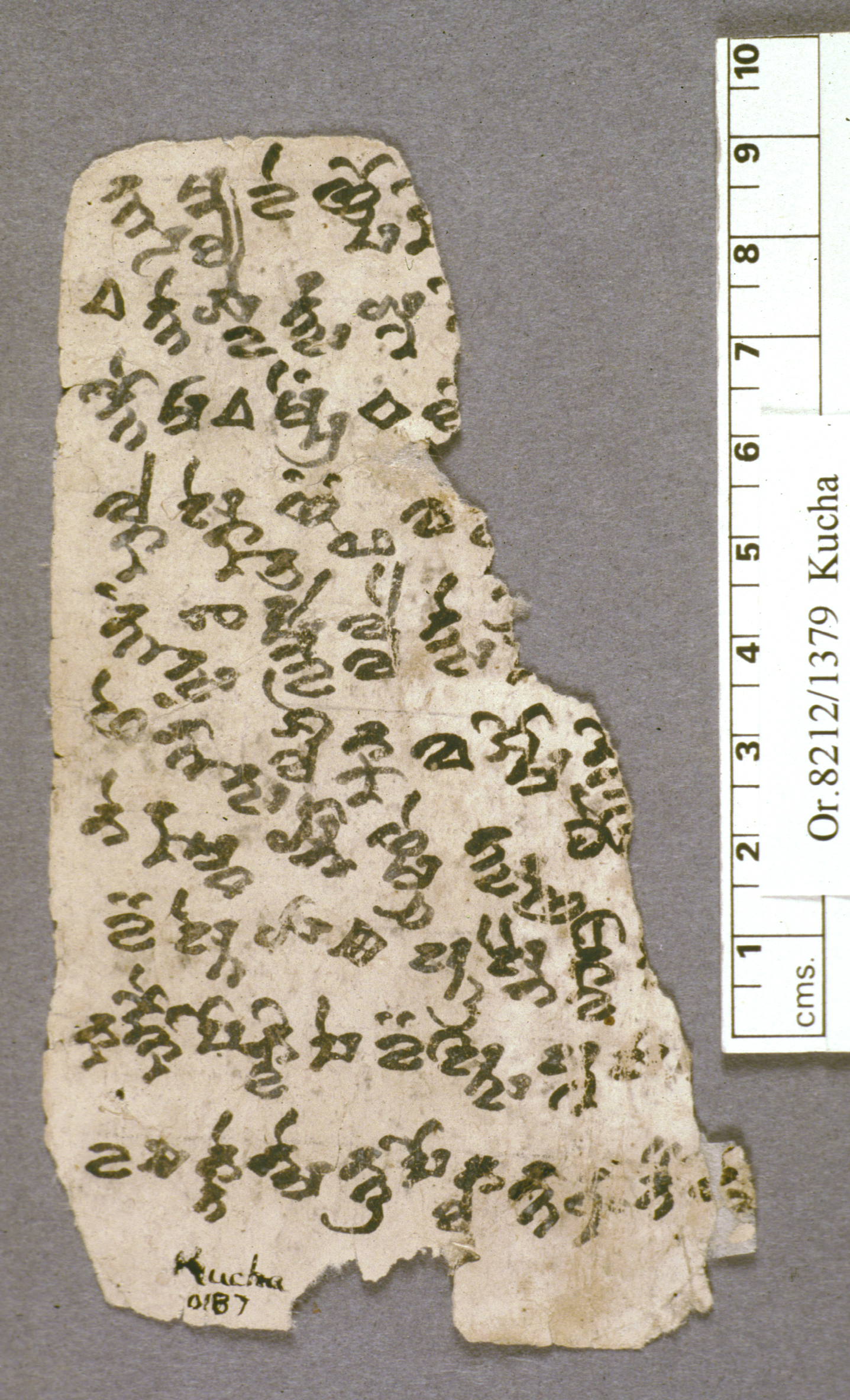
基于婆罗米文的新疆龟兹文字

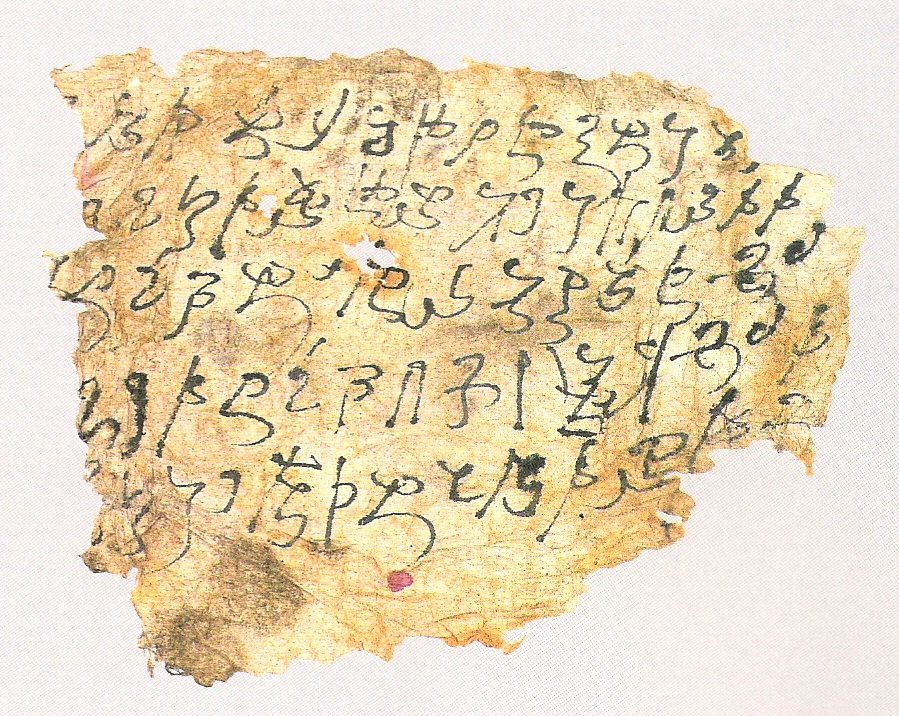
新疆塔里木盆地出土的佉卢文手稿

印度文化圈（又稱南亚文化圈、梵文文化圈、文印），主要指自古以来在文化、语言、政治、宗教、建筑等方面受印度影响的国家和地区。印度文化圈主要位于南亚次大陆和东南亚的大部分地区，后者包括：缅甸、泰国、老挝、柬埔寨和越南南部。而東南亞的马来西亚和印度尼西亚在伊斯兰教传入以前同样深受印度文化影响。另外還包括了幾個印度洋岛屿国家、阿富汗和中国西南地區（即包括西藏自治區、雲南省南部、广西壮族自治区的部分地区和四川省西部）非汉民族聚居的地区。越南北部以及广西云南贵州的壮族布依族，由於自古受中國文化影響較大，因而並不屬於印度文化圈，而屬於東亞文化圈（儒教文化圈、漢字文化圈）。地区内总人口达17亿。这些地区具有相似的文化，包括文学、哲学、政治体系、建筑、音乐、宗教信仰（婆罗门教和上座部佛教等）等。

## 文字

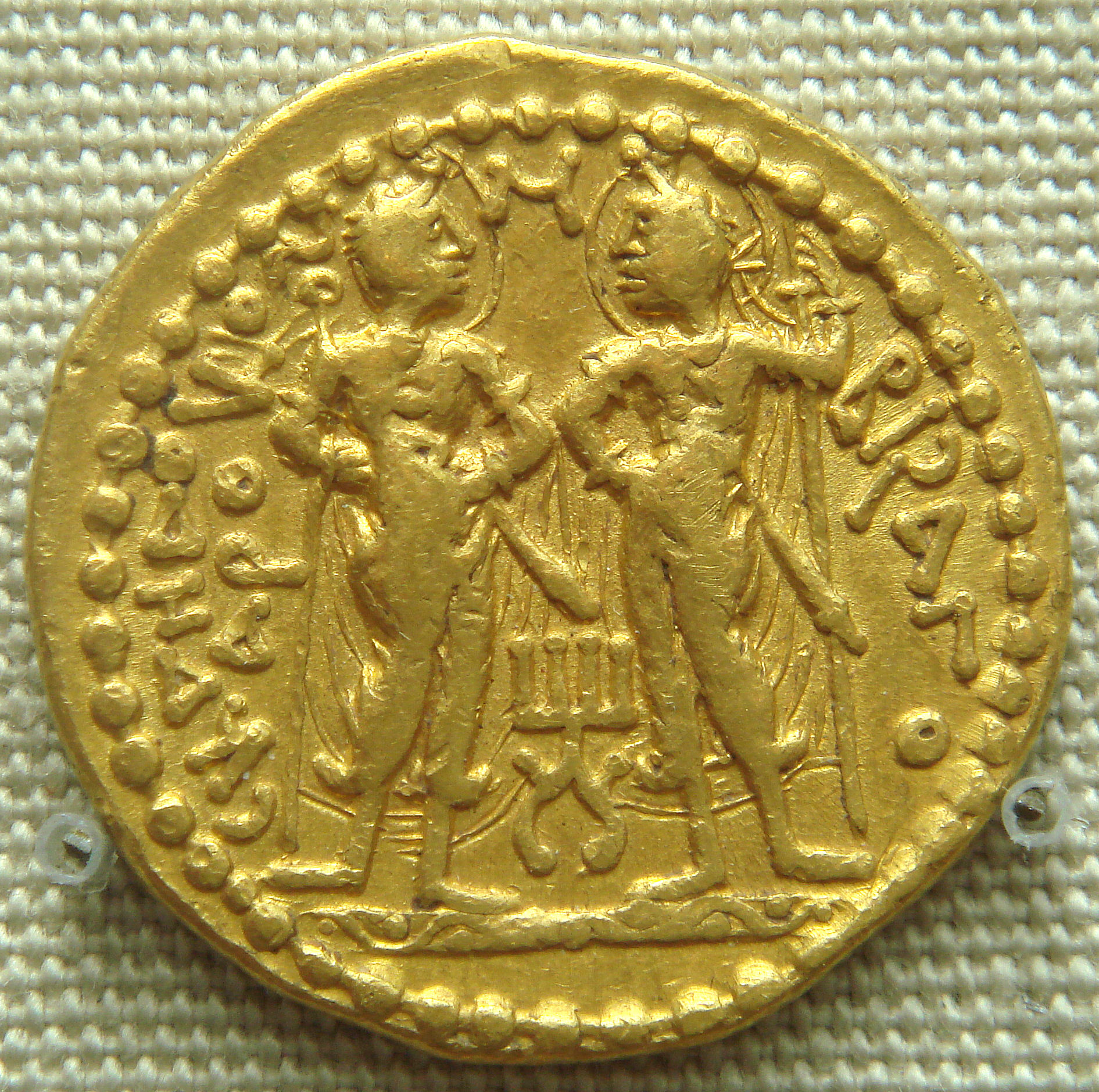
貴霜国王胡毗色伽金币背面的印度教神室建陀

梵語是印欧语系印度-伊朗語族印度语支的一种语言，是印歐語系最古老的語言之一。和拉丁文一樣，梵語已成為了一種屬於學術和宗教性質的專門語言。印度教經典《吠陀經》即用梵言的文字寫成。其語法和發音均被當作一種宗教儀節而絲毫不差地保存下來。19世紀時梵語成為重構印歐諸語言的關鍵語種。它被认为是梵言的文字。早期的梵語並沒有一定的文字來表達，曾經用過的文字包括婆羅米文、佉盧文、笈多文、悉曇文等。到了十二世紀，天城文為梵文的位置才被確立。

### 东南亚
除了基于婆罗米文字的藏文和八思巴文，在拉丁字母传入东南亚以前，绝大部分古东南亚诸国使用各种创制文字，大部分以帕拉瓦文字为基础，目前所能见到的缅文、泰文、寮文、高棉文皆基于帕拉瓦文。

### 东亚
在中國唐代時期，悉曇文傳至中國，後還傳至日本。一同將佛教的咒語（日本稱為真言）傳至中日兩國，而寫梵言的文字多為悉曇文，所以中日兩國還流通着已經不用的悉曇文，作為表達梵言的文字。在中國宋代時期，宋、遼、大理流行著天城文的梵言的文字，並且東傳至朝鲜半岛。蘭札文流行於西藏和尼泊爾，並且隨著中國清朝統治階層對藏传佛教的信仰，流行於中國漢地。中國藏族地區同時還使用著另外一種梵文字叫做瓦德文，是蘭札文的無頭化形式。

### 伊朗文化圈
突厥文、回鹘文、蒙文、托忒蒙古文、滿文、錫伯文都有利用各自的文字體系對梵言轉寫法。这些文字都是基于东伊朗系粟特字母而创制。其中最具影响力的为回鹘文，其蒙古文和滿文也以这种字母为基础，不过清朝中后期由于大量在官方文献上使用汉字，如今滿文几乎绝迹。

## 宗教

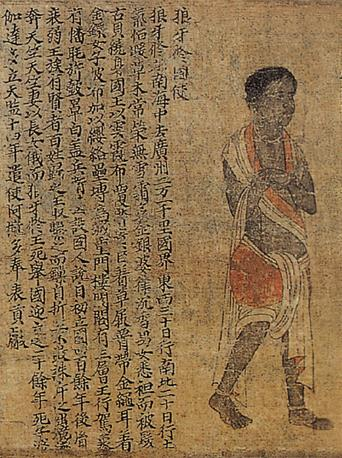
公元6世纪中国人绘画的狼牙脩使节。

### 婆罗门教和印度教
婆罗门教和印度教为古东南亚最早的主要宗教和信仰，尤其是其统治上层。最早在公元1世纪前后便传入中南半岛，早期代表有占婆、扶南、刚迦、狼牙脩等，亦称印度化王国。而中晚期有真腊、高棉、古吉打、三佛齐、满者伯夷等国。所有的印度教派别都以撰于公元前1500年的《吠陀经》作为经典教义。在此之外，各派别还各自信奉其他不同的经文。

### 佛教

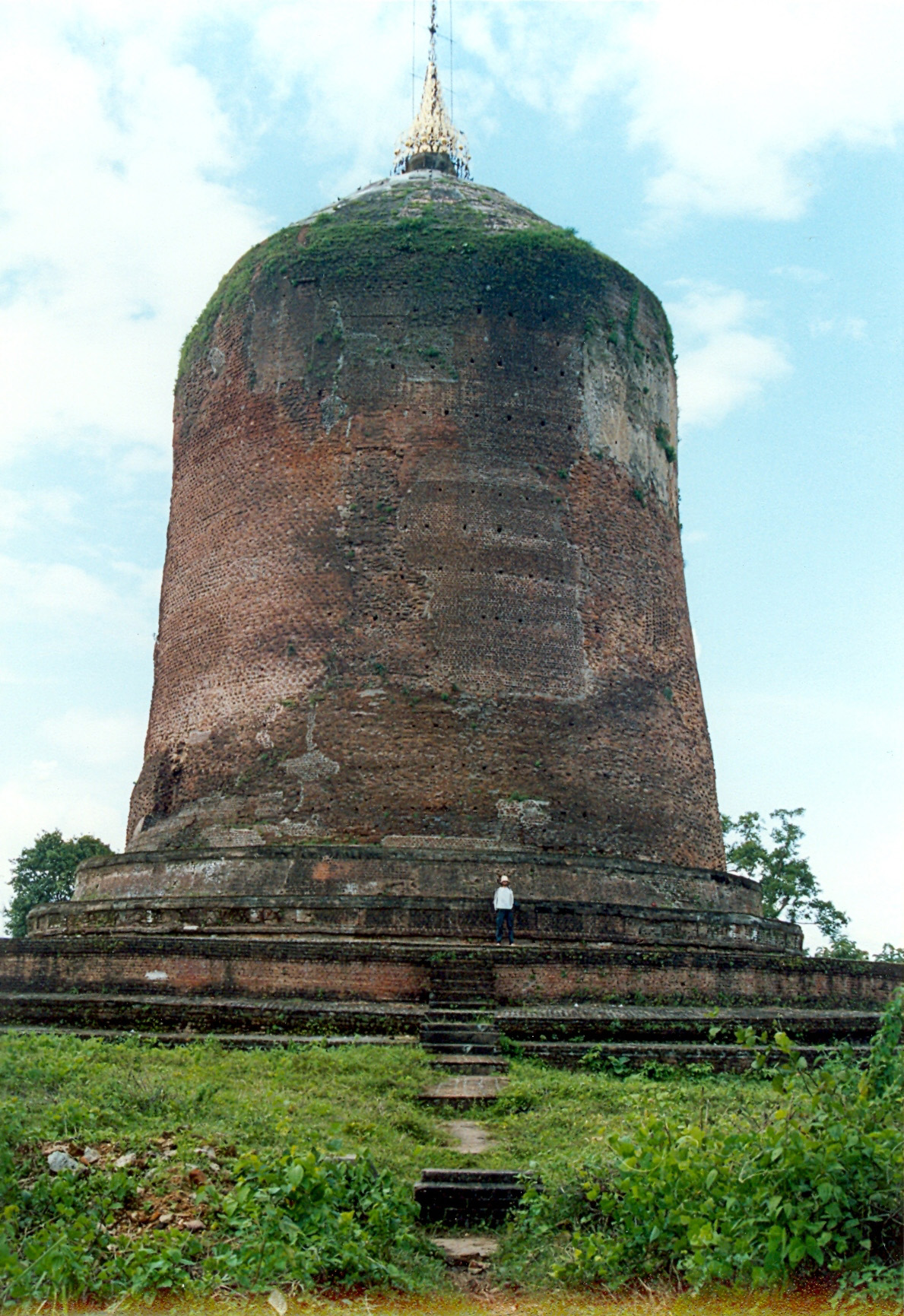
骠国卑谬的包包枝窣堵坡，建于公元7世纪，与帕耶摩和帕耶枝窣堵坡为迄今东南亚留存最古早的石制建筑。

#### 上座部、大乘、密宗等
佛教传入中南半岛很早，几乎和印度教在该地出现的同一时期就出现了，但在公元12世纪以前，并没有主流教派，公元7世纪，中国僧人义净在广州登上波斯船出行至东南亚，也称该地区盛行诸多佛教教派。但早期佛教在大部分地区的影响力不及婆罗门教和印度教。佛教在这时期的教派有上座部、大乘、怛特羅密教、密宗和阿利僧派等，主要盛行于高棉、三佛齐等国。

#### 上座部佛教
上座部佛教为现存最古老的佛教宗派。
上座部佛教主要盛行于中南半岛的缅甸（佛教在缅甸的转播）、泰国（佛教在泰国的转播）、老挝（佛教在老挝的转播）、柬埔寨（佛教在柬埔寨的转播），至公元11世纪蒲甘王朝的一位国王阿奴律陀引进了上座部佛教，并在缅甸推广成为其国教，在随后的两个世纪里，上座部佛教也推广至其他地区，并发展成为泰国、老挝、柬埔寨的主流佛教教派，而该地区也出现了像兰甘亨大帝、阇耶跋摩七世、法昂等信仰上座部佛教的君主。
上座部佛教因其三藏及注释使用巴利语，故又称巴利佛教。也有人称为南傳佛教，因为这一系统的佛教，是由印度恒河流域向南方流传，传到斯里兰卡，再往东北传到中南半島，公元12世纪取代印度教，这些地区都在印度之东南。如就所属部派来講，凡是信仰上座部佛法及皈依教团的，都可称为上座部佛教或南传佛教，如盛行中国云南傣族已有1300多年的上座部佛教，流行越南南部的上座部佛教。

## 后续

### 东南亚

拉丁字母文化圈。

公元1136年和1267年，吉打苏丹王朝和苏木都剌国分别在马来群岛建立，伊斯兰宗教文化逐渐取代印度文化。今越南南側原有以印度文化為主的占婆，但在十五世紀後成為越南的藩屬最後覆滅，越南文化取代了印度文化。
不久之后，从葡萄牙灭马六甲苏丹王朝开始，欧洲人在东南亚建起了第一个殖民地，该地也开始了拉丁化过程。自此之后，除了泰国的却克里王朝，大部分地区亦遂被欧洲殖民地所取代——新西班牙、荷兰东印度公司、英屬緬甸、英属马来亚、北婆羅洲特許公司、砂拉越王国、法屬印度支那。至今在东南亚所出土的文字、碑文（帕拉瓦文或其衍生版，见古东南亚文字）、现存古建筑（达罗毗荼建筑风格）仍保留早期的印度文化。

### 南亚和中亚
中亚和南亚北部地区，在公元819年和963年所建立的薩曼王朝和加兹尼王朝逐渐脱离印度文化圈，進入伊斯蘭文化圈。

### 中國西南地區
中國西南地區的印度文化圈主要指西藏和云南，但随着南诏的崛起，和唐文化的传入，和越南北部一同视为东亚文化圈的一部分。南诏官方文字为汉文，虽然也使用白文，但使用时间并不长，而白文为方块文字，大致基于汉文而创制，类似于越南的喃字。自公元9世纪起，至少云南已脱离印度文化圈。

## 延伸閱讀
- Language variation: Papers on variation and change in the Sinosphere and in the Indosphere in honor of James A. Matisoff, David Bradley, Randy J. LaPolla and Boyd Michailovsky eds., pp. 113–144. Canberra: Pacific Linguistics.
- Ankerl, Guy, , INU societal research, Vol.1: Coexisting contemporary civilizations : Arabo-Muslim, Bharati, Chinese, and Western, Geneva: INU Press, 2000 [2000], ISBN 2-88155-004-5

## 外部連結
- Papers on variation and change in the Sinosphere and in the Indosphere in honour of James A. Matisoff
- Language diversity: Sinosphere vs. Indosphere
- Himalayan Languages Project
- Rethinking Tibeto-Burman -- Lessons from Indosphere
- Areal linguistics and Mainland Southeast Asia[永久]